# ژبواتس
ژبواتس (به صربی: Žbevac) یک منطقهٔ مسکونی در صربستان است که در بوجانوواچ واقع شده‌است. ژبواتس ۸۰۴ نفر جمعیت دارد.